# Wet van Stigler
De wet van Stigler voor eponiemen, bedacht door professor statistiek van de Universiteit van Chicago Stephen Stigler in zijn publicatie uit 1980 Stigler’s law of eponymy, stelt dat geen enkele wetenschappelijke ontdekking genoemd is naar de oorspronkelijke ontdekker. Voorbeelden zijn de wet van Hubble, die afgeleid werd door Georges Lemaître twee jaar voor Edwin Hubble, de stelling van Pythagoras, die al gekend was bij de Babyloniërs lang voor Pythagoras, en de komeet van Halley, die al werd waargenomen sinds ten minste 240 v.C. Stigler zelf noemde de socioloog Robert K. Merton als de ontdekker van de "wet van Stigler", waardoor de wet ook voldoet aan zichzelf. 